# Parigi-Lisbona
Parigi-Lisbona è un album dal vivo del gruppo rock Area, pubblicato nel 1996 ma registrato nel 1976.

## Tracce
1. L'elefante bianco – 5:23
2. Megalopoli – 8:09
3. La mela di Odessa – 8:59
4. Lobotomia – 4:13
5. Presentation Concerts Lisboa – 3:27
6. Arbeit macht frei – 8:28
7. Cometa rossa – 7:17
8. Luglio, agosto, settembre (nero) – 6:52
9. L'internazionale – 4:15

## Formazione
- Giulio Capiozzo - batteria, percussioni
- Patrizio Fariselli - piano, clarinetto, sintetizzatore
- Demetrio Stratos - voce, organo, clavicembalo, percussioni
- Ares Tavolazzi - basso, trombone
- Paolo Tofani - chitarra, sintetizzatore, flauto